# Kloster Sanctus Archangelus
Das Kloster Sanctus Archangelus war seit 1223 wenigstens kurzzeitig ein Zisterzienserkloster auf der Insel Euböa in Griechenland.

## Geschichte
Im Jahr 1223 gab der Bischof von Negroponte (Euböa) das griechische Kloster Sanctus Archangelus in der Diözese von Negroponte an das Kloster Chortaiton, dessen Tochterkloster es auf diese Weise wurde. Ob das Kloster tatsächlich mit Zisterziensern besetzt wurde und wie lange es als fränkisches Kloster bestand, ist nicht bekannt. Wenn es nicht schon im 12. Jahrhundert endete, dürfte es spätestens mit der türkischen Eroberung Euböas 1470 untergegangen sein.